# Nowe Miasto (Szczecin)
Nowe Miasto (niem. Neustadt) – osiedle administracyjne Szczecina, będące jednostką pomocniczą miasta, położone nad Odrą. Granice osiedla wyznaczają: od północy i zachodu ul. Dworcowa oraz droga krajowa nr 13, od wschodu Odra, a od południa tory od stacji „Szczecin Pomorzany” do nabrzeża.
Według danych z 2022 r. na osiedlu mieszkały 8583 osoby.

## Zabudowa
Najbardziej znanym obiektem osiedla jest dworzec kolejowy „Szczecin Główny”, na który 15 sierpnia 1843 r. wjechał pierwszy pociąg z Berlina, dając początek kolei na Pomorzu. Trasa kolejowa z Berlina do Szczecina była jedną z pierwszych na obecnych ziemiach Polski. Poczta nr 2, Czerwony Ratusz (siedziba m.in. Urzędu Morskiego), Pomnik z kotwicą (Fontanna Manzla) oraz Dworzec Główny PKP znajdują się na trasie Miejskiego Szlaku Turystycznego.
Na Nowym Mieście znajdują się także: Dworzec PKS, Komenda Miejska Policji, Sądy Rejonowy i Okręgowy, Areszt Śledczy, Urząd Skarbowy oraz Honorowy Konsulat Republiki Słowacji. Osiedle posiada także rozbudowaną sieć podziemi (wejścia np. na placu Zawiszy).

## Samorząd mieszkańców
Rada Osiedla Nowe Miasto liczy 15 członków. W wyborach do rad osiedli 20 maja 2007 roku udział wzięło 114 głosujących, co stanowiło frekwencję na poziomie 1,67%. W wyborach do rady osiedla 13 kwietnia 2003 udział wzięło 225 głosujących, co stanowiło frekwencję 3,49%.
Samorząd osiedla Nowe Miasto został ustanowiony w 1990 roku.

## Zdjęcia

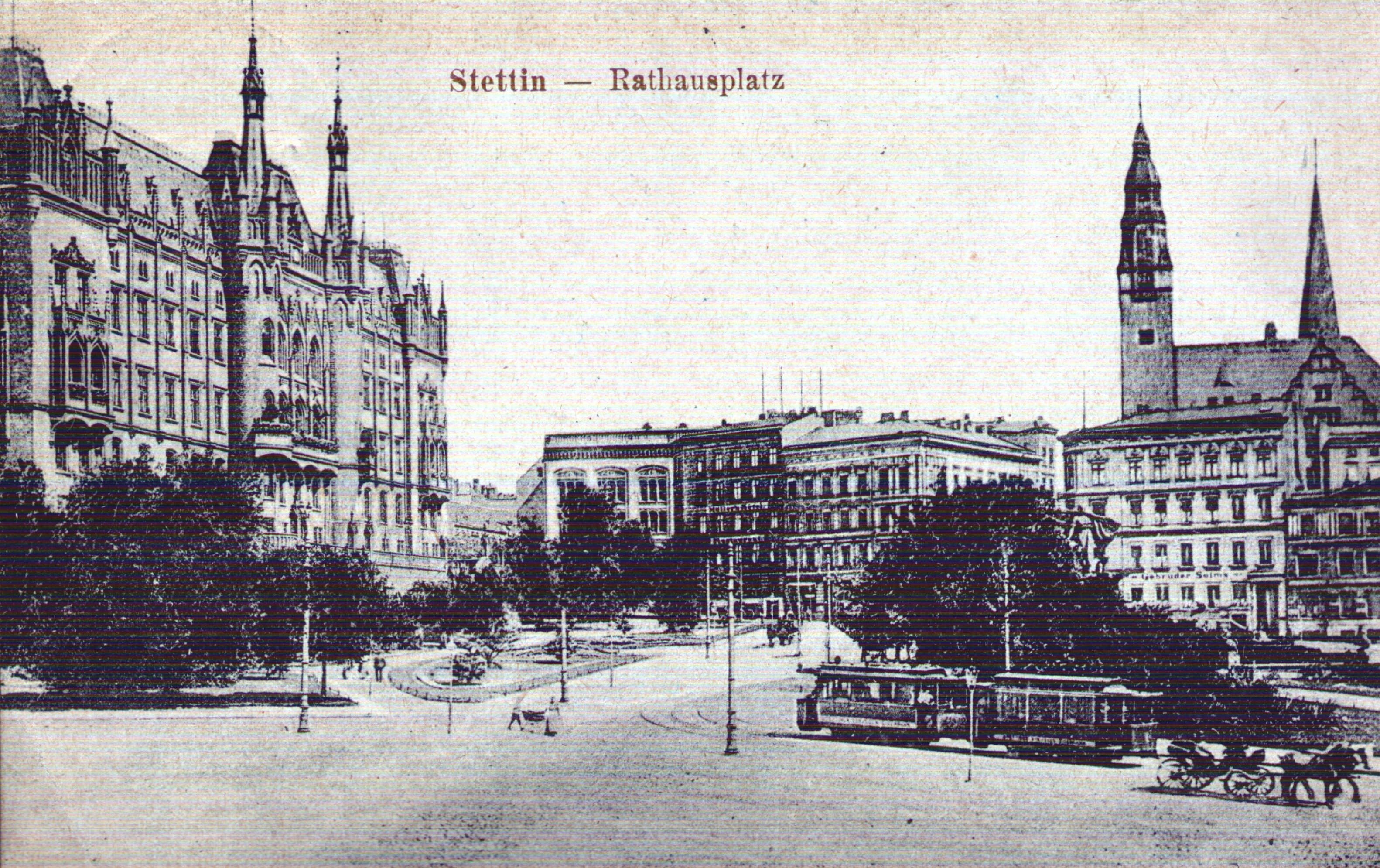
Plac Tobrucki (dawniej Rathausplatz) w 1921 r.
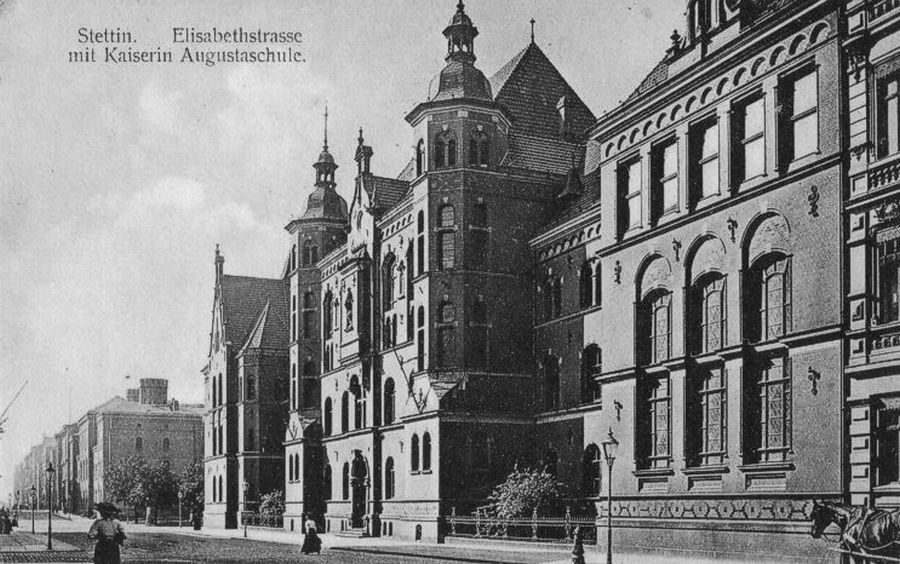
Gmach Kaiserin-Auguste-Viktoria-Schule
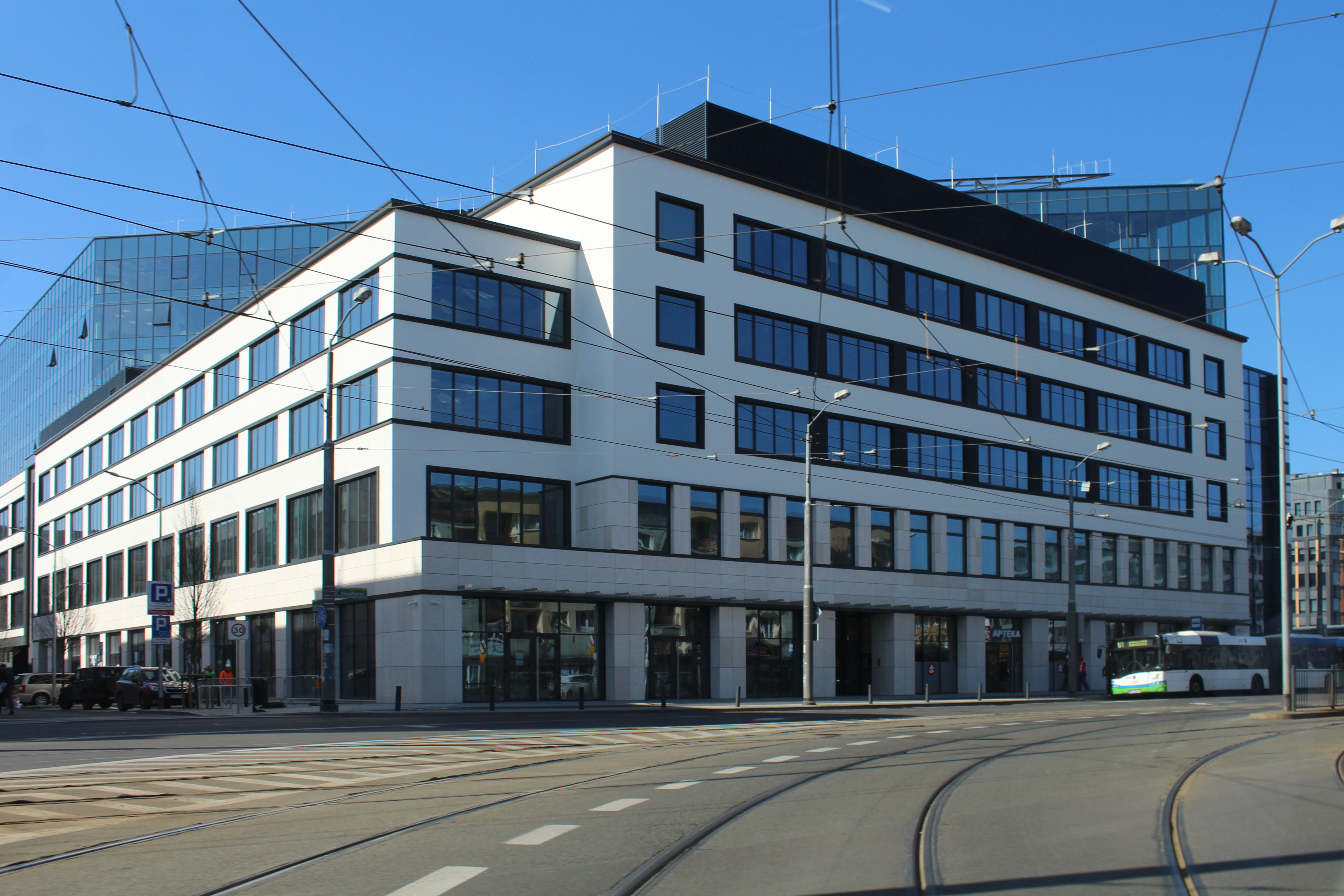
Posejdon Center, dawniej Galeria Centrum
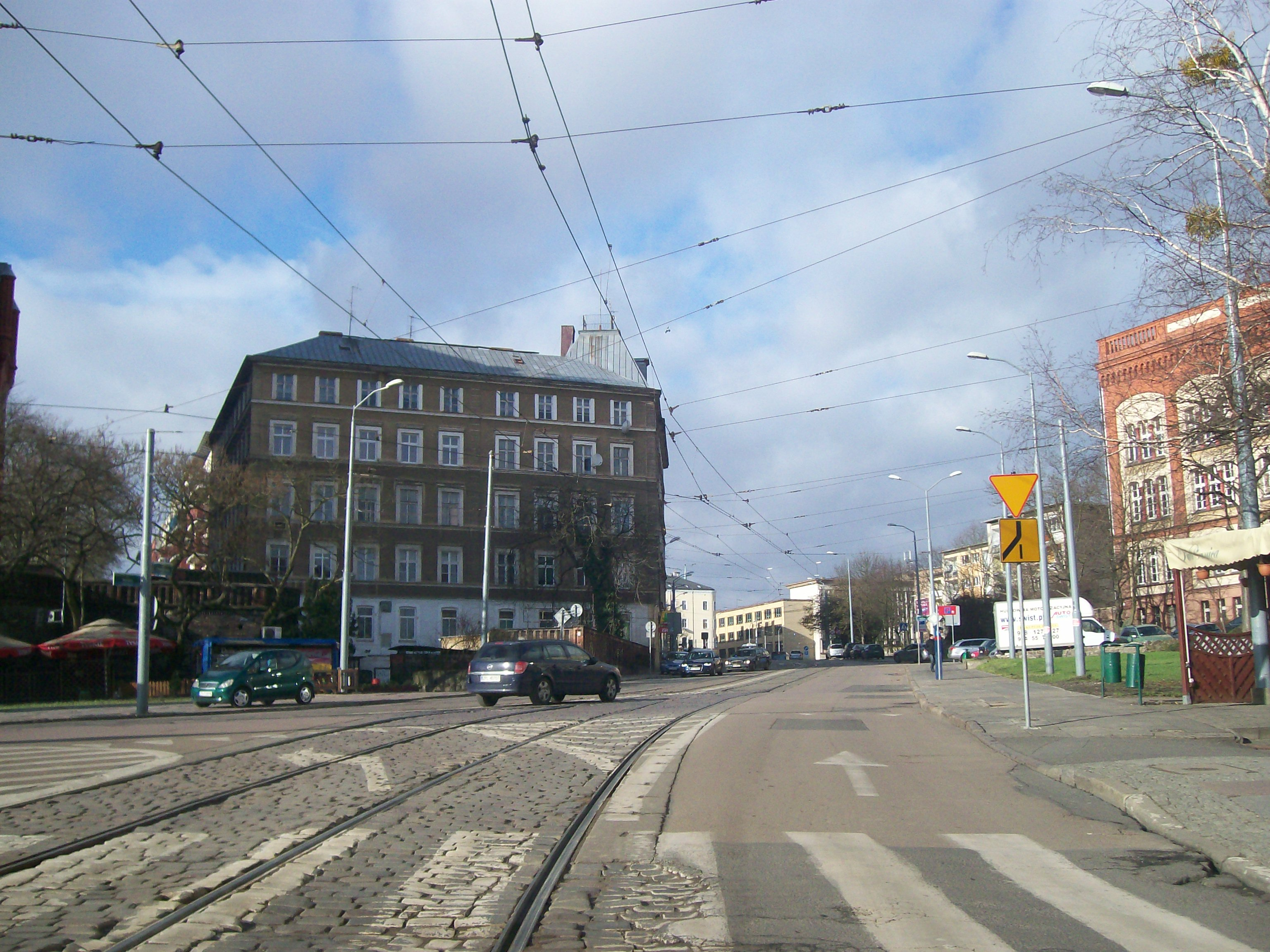
Ulica Dworcowa, widok w kierunku alei Niepodległości
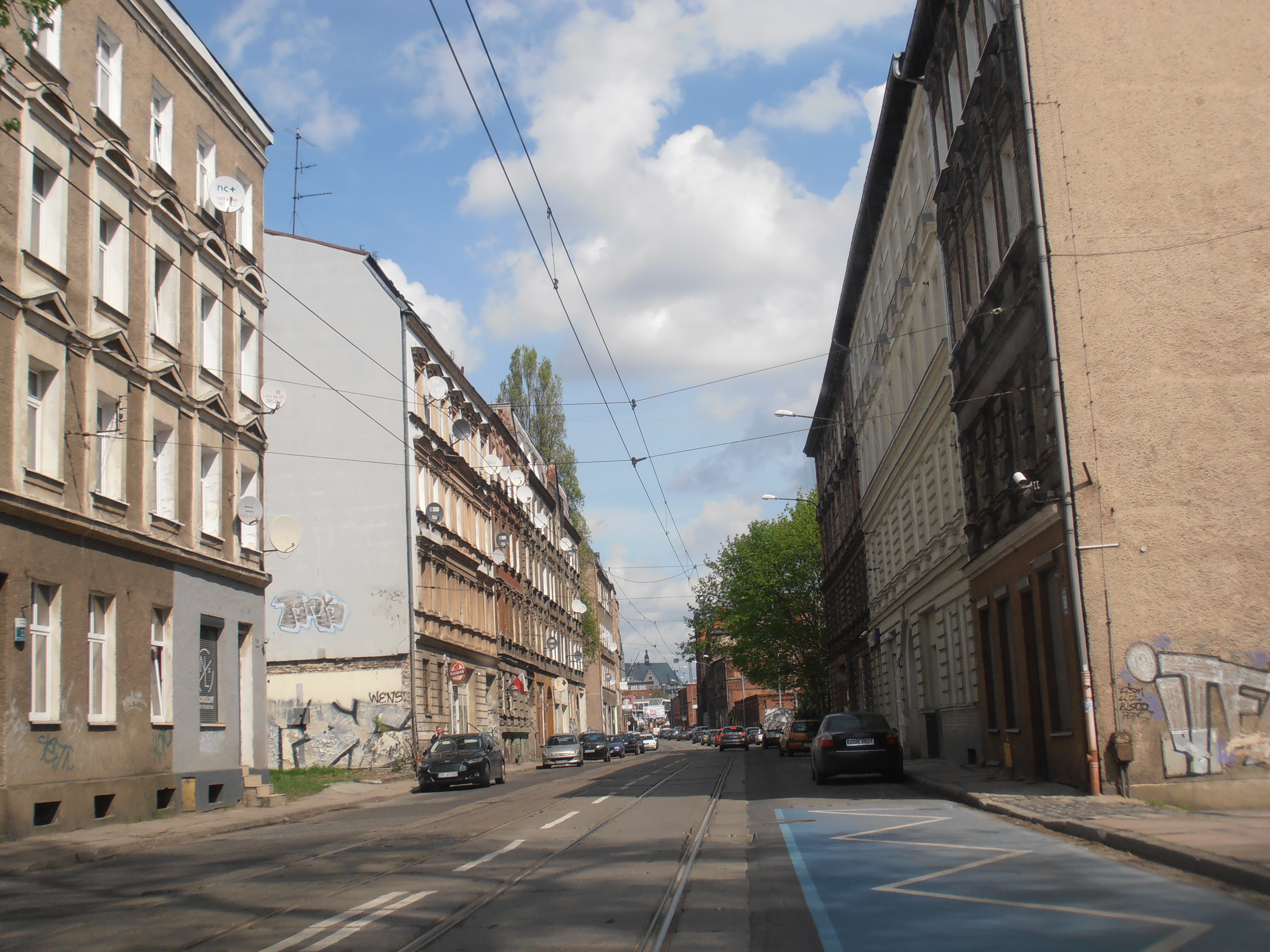
Nowomiejskie kamienice przy ulicy Krzysztofa Kolumba